# Brajarajnagar
Brajarajnagar ist eine Stadt im ostindischen Bundesstaat Odisha.
Die Stadt befindet sich im Westen von Odisha im Distrikt Jharsuguda. Der Fluss Ib trennt die Stadt von der östlich angrenzenden Distrikthauptstadt Jharsuguda. Der südlich gelegene Stausee der Hirakud-Talsperre reicht bis an die Stadt. Im Westen grenzt Brajarajnagar an die Stadt Belpahar.
Die nationale Fernstraße NH 200 sowie die Bahnstrecke Raigarh–Jharsuguda führen durch die Stadt.
Die Geschichte der Stadt ist mit der Errichtung der damaligen Papierfabrik Orient Paper Mills im Jahr 1936 verbunden. Im Umkreis der Stadt gibt es mehrere Kohlegruben. 1968 wurde Brajarajnagar ein Notified Area Council, 1989 eine Municipality mit 23 Wards.
Beim Zensus 2011 hatte Brajarajnagar 80.403 Einwohner.